# پوزئیدون

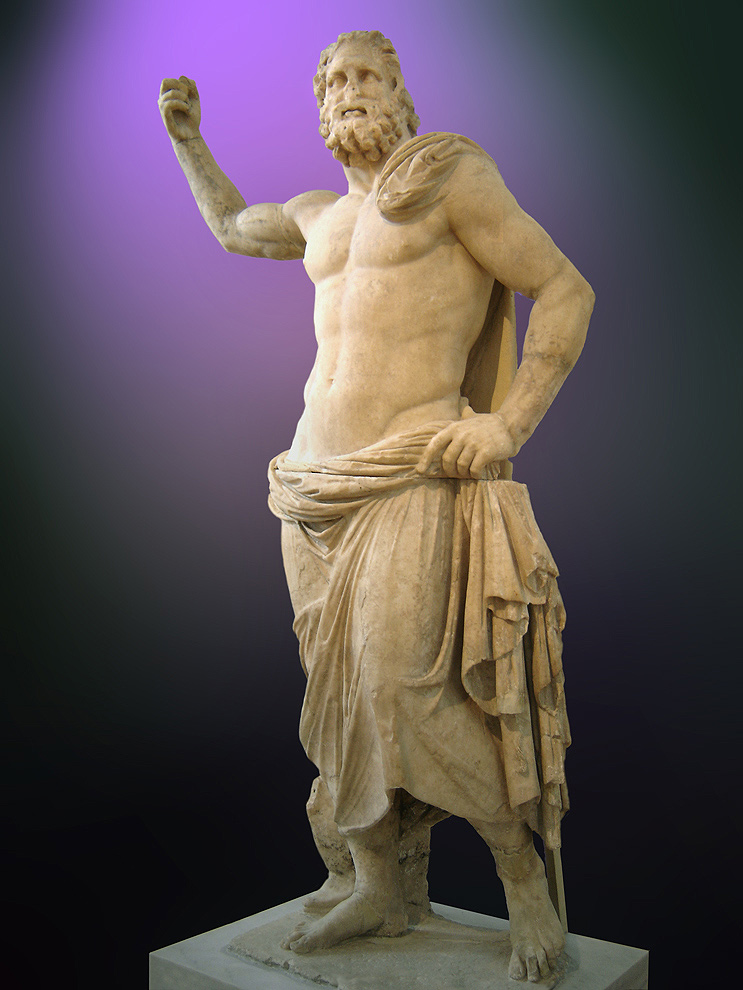

پوسایْدُن یا پوسئیدون (به یونانی: Ποσειδων ,Poseidôn)، یکی از دوازده ایزد المپ‌نشین و مهم‌ترین ایزدان یونان باستان است که خدای دریاها، آب‌های شور و شیرین، رودخانه‌ها، سیل، خشکسالی، زمین‌لرزه و اسب‌ها به‌شمار می‌رود و نام پوزئیدون به معنی «سرور (شوهر) زمین» است. رومی‌ها او را با نپتون که خدای ایتالیایی کهن است همسان دانستند، اما نباید این دو را با هم اشتباه گرفت. 
پوزئیدون فرزند کرونوس و رئا است. وی برادر زئوس، هادس، هستیا، دمتر و هرا است. تقسیم‌بندی جهان بین او و برادرانش زئوس و هادس رخ داد. پوزئیدون فرمانروای دریاها شد، زئوس فرمانروای آسمان و دنیای زیرین هم نصیب هادس شد. 
همسرش آمفیتریته است با این حال پوزئیدون با زنان زیادی معاشقه داشته و فرزندان زیادی دارد. حتی پوزئیدون با مدوسا در معبد آتنا مقاربت داشته که به قهر آتنا دچار می‌گردد و مدوسا که زن زیبا رویی بود را به پیرزنی زشت تبدیل می‌کند و موهای مدوسا را تبدیل به مار می‌کند. 
پوزئیدون در ساخت حصار تروا نیز نقش داشته و با آپولون به انجام این کار پرداخته‌است؛ ولی چون لائومدون مزد آن‌ها را نپرداخت، پوزئیدون در طول جنگ تروایی‌ها را آزرد و طرفدار یونانیان بود. همچنین پوزئیدون قدرتمندترین خدای المپ‌نشین بعد از زئوس به‌شمار می‌رود.

## اسطوره‌شناسی

### شخصیت‌شناسی
یکی از بزرگ‌ترین ایزدان یونانی پوزئیدون است که خدای آب‌های شور و شیرین، رودخانه‌ها، سیل، دریاها، خشکسالی، زمین‌لرزه و اسب‌ها دانسته‌اند؛ و پوزئیدون به‌معنی «سرور «شوهر» زمین» است؛ و رومی‌ها او را با نپتون برابر دانسته‌اند. پوزئیدون با ورود آخایی‌ها در۱۴۵۰ پیش از میلاد، جنبه خدای آسمانی یافت که زئوس را با خود آورده بودند. پوزئیدون فرزند کرونوس و رئا، یکی از دوازده ایزد المپ‌نشین پانتئون بوده و برادران و خواهران وی عبارتند از: زئوس، هادس، هستیا، دمتر و هرا، که هومر زئوس را برادر ارشد می‌داند، در دنیای قدیم پوزئیدون همانند زئوس تصور می‌شده و دارای موها و ریشی پریشان و انبوه بوده‌است، همچنین به پوزئیدون لقب اِنوسیختون به‌معنی «لرزاننده زمین» می‌دادند؛ چرا که او را با زمین‌لرزه مرتبط می‌دانستند و در مقام خدای اسب‌ها لقب هیپیوس گرفت و در آتن به همراه آتِنا به هیپیا ملقب شد. پوزئیدون به کسانی که دوست داشت اسب‌هایی داد، مانند: پِلوپس، ایداس، رِسوس و پِلِئوس. پوزئیدون جانشین تعدادی از خدایان کهن‌تر مانند: نِرِئوس، فورکوس و پروتئوس است که بسیاری از ویژگی‌های آن‌ها را دارا می‌باشد ولی خشونتی دارد که قبل از آن کسی نداشته، زیرا خیلی وقت‌ها بدخلق و خطرناک بوده و این نشانگر عظمت طوفان دریاست؛ و در مواقعی که آرام بود به دیدن اتیوپیایی‌های وفاداری می‌رفت که قربانی‌هایی به او می‌دادند. به علت همین دیدارها بود که اودیسئوس چندبار توانست از دست پوزئیدون فرار کند. بیشتر فرزندان پوزئیدون خشونت او را به ارث برده‌اند. پوزئیدون که موضوع آثار هنری قرار گرفت به‌صورت موجودی بلند قامت و ریش‌دار و کمر به بالا برهنه ترسیم شد و سه شاخه در دست دارد که معمولی‌ترین سلاحش بود و با آن زمین را می‌لرزاند و در برخی مواقع نیز سه ماهی چنگک‌دار نیزه‌ای در دست تصویر شده‌است.
وی در قصری در زیر دریا در نزدیکی آیگئا در ائوبویا زندگی می‌کرد و اسب‌هایی با سُم‌های مفرغین و یال‌های زرین داشت که همان هیپوکامپ‌ها بودند، هنگامی که ارابه خود را بر روی دریا می‌کشید، آن را آرام می‌کرد؛ و با سرعتی باور نکردی سفر می‌کرد. پوزئیدون مانند برادران و خواهرانش به‌جز زئوس به‌محض تولد توسط پدرش کرونوس خورده شد زیرا کرونوس از آینده فرزندانش بیم‌ناک بود. البته برخی گفته‌اند رئا به‌جای پوزئیدون کره‌اسبی گذاشته‌است. وقتی مِتیس به کرونوس داروی قی‌آور داد، فرزندان کرونوس بیرون افتادند. 
پوزئیدون به زئوس کمک کرد تا تیتان‌ها را از بین ببرد و آن‌ها را در تارتاروس به بند بکشد. پس آن سه پسران کرونوس عالم را بین خود تقسیم کردند و زمین و المپوس را ملک مشترک قرار دادند که دریا و آب‌ها نصیب پوزئیدون شد. در روایتی آمده‌است که کرونوس او را به محض تولد به‌دریا انداخته‌است؛ و در روایتی دیگر آمده‌است که مینویی‌ها در دریانوردی ماهر بودند؛ و زئوس بالاترین مقام یعنی خدای آسمان‌ها و هادس خدای جهان زیرین و فرودین شد.

## خانواده
مادر پوزئیدون رئا است که یکی از تیتان‌ها بود، و پدرش کرونوس است. رئا و کرونوس باهم خواهر و برادرند و با یکدیگر ازدواج کردند. پدر کرونوس اورانوس است که کرونوس با حمله به او عقیمش کرد و از خونی که در دریا ریخته شد غول‌ها به دنیا آمدند و با انداختن اندام تناسلی اورانوس به دریا آفرودیته که ایزد بانوی عشق و زیبایی است زاده شد؛ دلیل حمله کرونوس به پدرش این بوده که اورانوس آن‌ها را در بدن گایا زندانی کرده بود.

### همسر حقیقی
پوزئیدون درابتدا عاشق تتیس بود، اما به‌خاطر حرف پیش‌گویی که به او گفته بود فرزندی که از تتیس و پوزئیدون به دنیا بیاید از پوزئیدون بزرگ‌تر است با وی ازدواج نکرد و همسر رسمی پوزئیدون را آمفیتریته دختر نِرِئوس یا اوکِئانوس دانسته‌اند، و می‌گویند وقتی پوزئیدون به آمفیتریته اظهار عشق کرد، آمفیتریته ترسید و به سوی اطلس فرار کرد اما موجود دریایی دلفین‌مانندی او را پیدا و به ازدواج با پوزئیدون راضی نمود، پوزئیدون نیز به‌عنوان پاداش عمل او، دلفین را به صورت فلکی تبدیل کرد و او را در آسمان جای داد.
آمفیتریته بانویی آرام و سربه‌زیر بود، به‌گونه‌ای که هیچ‌گاه رابطهٔ همسرش با زنان دیگر را به روی او نیاورد، تنها یک بار و زمانی که زیبایی معشوقهٔ جدید پوزئیدون را زبان‌زد دید به او حسادت ورزید و حسادتش سبب شد که سیلا (معشوقهٔ پوزئیدون) الههٔ چشمه‌ها تبدیل به پیرزنی زشت شود.
آمفیتریته برای شوهر خود سه فرزند با نام‌های تریتون، روده و بنتِسیکومه به‌دنیا آورد که هر سه را تریتون می‌نامند.

### دیگر معشوقه‌ها
پوزئیدون همچنین مدوسا (یکی از گورگون‌ها) را نیز باردار نمود و دو فرزند بانام‌های کریسائور و پگاسوس (اسب بال‌دار) به‌دنیا آورد؛ و تجاوز به آیترا به‌دنیا آمدن تسئوس را به همراه داشت. او بعد از تجاوز به کائِنیس او را به درخواست خودش تبدیل به مرد کرد. پوزئیدون حتی با خواهر خودش دمتر رابطه عاشقانه داشته‌است و در حالی با او نزدیکی کرد که خود را به شکل اسب نر درآورده بود.
همچنین وی با گایا درآمیخت و صاحب فرزندی به نام آنتیوس شد. پوزئیدون از الهه‌ها، حوری‌ها و زنان زمینی زیاد دیگری هم صاحب فرزند شد و حتی در روایتی آمده‌است که در یکی از معابد مقدس «آتِنا» با مدوسا همبستر شده بود و به کفاره این گناه به قهر آتِنا دچار شد. یکی دیگر از عشق‌هایش اسکولا که مورد نفرت آمفیتریته بود و به دیوی تبدیل شد که ۶ سر و ۱۲ پا داشت و دیگری تورو بود که از رابطه‌اش با او صاحب سه فرزند به نام‌های پلیاس، نلئوس و آیترا شد.

### فرزندان
پوزئیدون در به‌کاربردن قدرت خود بر روی زنان همانند برادر خود زئوس بود. او معشوقه‌های بسیار داشت و پدر فرزندان بی‌شماری بود. پوزئیدون با آمفیتریته (یکی از پنجاه حوری دریایی که دختران نرئوس و اوکئانوس بودند) ازدواج کرد، و حاصل این پیوند یک‌ نیمه‌انسان و نیمه‌ماهی به نام تریتون بود. او همچنین مدوسا (یکی از گورگون) را نیز باردار نمود تا کریسائور و پگاسوس (اسب بالدار) را دنیا آورد. تجاوز به آیترا توسط پوزئیدون به دنیا آمدن تسئوس را به همراه داشت؛ او بعد از تجاوز به کاینئوس او را به درخواست خودش به یک مرد تبدیل کرد. تجاوز بعدی آمیمونه را گرفتار خود کرد، وقتی او سعی داشت از دست ساتیر فرار کند و پوزئیدون او را نجات داد. دیگر فرزندان پوزئیدون شامل: ایمولپوس، پولیفموس (یکی از سیکلوپها)، اوریان، شاه آمیکوس، پروتئوس، آگنور و بلوس از ائوروپه، پلیاس و پادشاه مصر بوسایرس بودند. او با خواهر خود دمتر نیز رابطهٔ عاشقانه داشته‌است و هنگامی که خود را به شکل یک اسب نر درآورده بود، با او نزدیکی نمود. وی از گایا صاحب فرزندی به نام آنتیوس شد؛ و بنابر ادیسه هومر می‌توان گفت در بین فرزندان پوزئیدون، پولیفموس از نژاد سیکلوپ بود که اولیس او را کور کرد و به همین دلیل پوزئیدون خشمگین شد و طوفانی بپا کرد که کشتی اولیس غرق شد.

## پوزئیدون و آتنا
یکی دیگر از داستان‌های بدنام پوزئیدون حاصل رقابت او با الههٔ عقل و خرد، آتنا، بر سر شهر آتن بود. پوزئیدون بعد از آتنا دومین ایزد پراهمیت در شهر آتن به‌شمار می‌رفت و برای فریفتن دل‌های مردم شهر، نیزهٔ سه‌شاخ خود را بر روی زمین پرتاب کرد و باعث به‌وجود آمدن بهار در آکروپولیس شد، اگرچه دست آخر آتنا به سبب دادن درخت زیتون به مردم آتن در این نبرد پیروز شد. پوزئیدون از این تصمیم خشمگین شد و دشت‌های آتن را غرق سیلاب کرد. سرانجام، آتنا و پوزئیدون با آمیختن نیروهای یکدیگر با هم متحد شدند. با وجود این‌که پوزئیدون خدای اسب‌ها بود، آتنا اولین ارابه را درست کرد. همچنین آتنا اولین کشتی را ساخت تا بر روی دریایی که پوزئیدون فرمانروای آن بود حرکت کند، که با او معاشقه کند.

## پرستش خدای دریاها
دریانوردان برای داشتن سفری مطمئن به او متکی بودند و او را پرستش می‌کردند و بسیاری از مردم اسب‌های خود را به نشانهٔ قدردانی و احترام به او با غرق کردن آن‌ها قربانی می‌کردند. او در اعماق اقیانوس‌ها در قصری ساخته‌شده از مرجان و جواهرات زندگی می‌کرد و سوار بر ارابه‌ای می‌شد که توسط هیپوکَمپِس‌ها کشیده می‌شدند. پوزئیدون بسیار بداخلاق بود و خلق و خوی او گاهی اوقات منجر به خشونت‌هایی می‌گردید. هنگامی که از روحیه خوبی برخوردار بود، سرزمین‌های جدیدی در آب‌های آرام خلق می‌کرد و در مقابل وقتی خلق و خوی بدی داشت، نیزه سه‌شاخ خود را به طرف زمین پرتاب می‌کرد که باعث ایجاد زمین لرزه، چشمه‌های متلاطم، خسارت به کشتی‌ها و غرق شدن انسان‌ها می‌گردید.

## ساخت حصار تروا
هنگامی که هرا قصد کرد علیه زئوس توطئه کند، پوزئیدون به کمک او شتافت و زمانی که موفق نشدند، او محکوم شد تا به مدت یک سال همچون زمینی‌ها بر روی زمین زندگی کند. در همین زمان بود که پوزئیدون به ساخت حصاری به دور شهر تروا اقدام نمود. او با همکاری آپولون دیوارهای تروا را در ازای پاداشی برای شاه لائومدون ساختند و از این‌رو تروا، نپتونیا پرگاما نام گرفت. اما وقتی ساخت دیوار به اتمام رسید، لائومدون مزدشان را نپرداخت و حتی آن‌ها را تهدید کرد، چون به دیواری که یونانیان در اطراف کشتی خود ساخته بودند حسد می‌ورزید. پوزئیدون نیز در عوض هیولایی دریایی را به شهر فرستاد که لائومدون، دخترش هسیونه را به‌عنوان قربانی پیشکش هیولا کرد تا آن را ببلعد، اما هراکلس هسیونه را نجات داد و هیولا را از بین برد. در طرف دیگر آپولون نیز برای انتقام تروا را به طاعون مبتلا کرد.

## جاه‌طلبی‌ها و اعمال پوزئیدون
از نظر هومر پوزئیدون بسیار اهمیت داشت و علت اصلی آن این بود که حتی با فرمان صریح زئوس به طرف‌داری از یونان مداخله کرد و نفرتش ناشی از بیگاری قبلی او و آپولون برای لائومِدون، پدر پریام بود. این نفرت  از آن‌جایی مانده بود که قرار بوده آپولون و پوزئیدون دربرابر اجرت، حصارهای شهر تروا را بسازند اما در پایان کار، لائومدون پاداش آن‌ها را نداد؛ آپولون ظاهراً رضایت داد زیرا بعدها در جنگ تروا از تروایی‌ها حمایت کرد. اما پوزئیدون که سنگدل‌تر بود، نه تنها هیولایی دریایی فرستاد تا دختر لائومدون هیسونه را ببلعد، (هراکلس هیسونه را نجات داد و هیولا را از بین برد)؛ بلکه در تمام مدت جنگ تروایی‌ها را آزار داد.
پوزئیدون چند سرزمین را متعلق به خود می‌دانست و با خدایان دیگر بر سر این مناطق جنگ داشت، به‌طور مثال: بر سر آتن و ترویزِن با آتِنا درگیر شد؛ و همچنین با شاه کرت هم جنگی داشت. وقتی مینوس از وی گاوی به قصد قربانی خواست پوزئیدون قبول کرد و یکی از گاوهای زیبای دریایی خود را به او فرستاد. مینوس با دیدن گاو از قربانی کردن آن منصرف شد و ترجیح داد نزد خود نگه دارد؛ وقتی پوزئیدون از این مسئله با خبر گشت خشمگین شد و کاری کرد که همسر مینوس، پاسیفائه به این گاو علاقه و شهوت بسیار پیدا کند. وقتی پوزئیدون در جنگی شرکت می‌کرد برادرش هادس می‌ترسید که زمین بر اثر زلزله‌ای که برادرش به راه می‌انداخت فرو بریزد و سقف جهان زیرین پایین بیاید.
پوزئیدون علاوه بر ویرانگری رحم هم داشت؛ به‌طور مثال: تسالی را که دریاچهٔ عظیمی بود به سرزمین قابل سکونت تبدیل کرد. پوزئیدون علاوه بر دریا به خشکی هم احترام قائل بود و او را در خشکی در بویوتیا و هم در دلفی پرستش می‌کردند. وی پرستشگاه بزرگی در پلوپونسوس و آرکادیا و در سونیوم داشت و البته کانون پرستش پوزئیدون ایستمیا بود که یکی از قلمروهای زمینی او به‌شمار می‌رفت؛ و می‌گویند قبل از آنکه آپولون صاحب معبد دلفی شود پوزئیدون به همراه گایا صاحب این معبد بود.
پوزئیدون یادآور قوچ نیز بوده، زیرا وقتی که تِئوفانه را به‌دست آورد خود را به شکل قوچ درآورد، و روایت کرده‌اند که تِئوفانه همان قوچ پشم زرین را به دنیا آورد. همهٔ خدایان دریا قدرت تغییرشکل داشتند ولی پوزئیدون انسان‌ها را هم تغییر شکل می‌داد، او پسر خود کوکونوس را نیز رویین‌تن کرد.

## نمادها
پوزئیدون را معمولاً در حالی که سه‌شاخه‌ای در دست داشت (اسلحه مخصوص ماهی‌گیران) و بر ارابه‌ای که با حیوانات عجیب که نیمی از بدنش اسب و نیم دیگرش مار بود و اطراف این ارابه را ماهی‌ها، خوک‌های بحری، انواع و اقسام موجودات دریایی از قبیل نرئید و غیره فراگرفته بودند، تصویر می‌شد. نام‌های الوهیت دیگری که به پوزئیدون نسبت داده شده عبارتند از خدای زمین لرزه‌ها و اسب‌ها. نمادهای مرتبط با پوزئیدون عبارتند از: دلفین، نیزه سه‌شاخ و سه ماهی چنگک‌دار نیزه‌ای.
1. تلکین‌ها (Telchines): پریان مخصوص جزیره رودس، پسر دریا (پونتوس) و زمین می‌باشند که یکی از خواهرها به نام هالیا با پوزئیدون ازدواج نمود. تلکین‌ها به کمک کافیرا به پرورش او پرداختند، و وظایفی را که کرت‌ها برای پرورش زئوس انجام می‌دادند آن‌ها نیز به عهده گرفتند. ابتکار تراشیدن پیکر خدایان را به آن‌ها نسبت می‌دادند. آن‌ها جادوگران ماهری هم بودندو می‌توانستند باران و برف و تگرگ از آسمان نازل کنند و همچنین خود را به هر شکلی درآوردند. آن‌ها را به‌شکل موجوداتی نیمه دریایی و نیمه زمینی یعنی قسمت پایین بدن آن‌ها را به شکل ماهی یا مار تصور می‌کردند؛ و چنین معروف است که آن‌ها جزیره رودس را برای آن‌که بی‌بر و بی‌حاصل باشد، با آب استوکس (رودی میان این دنیا و جهان‌زیرین) آبیاری کردند که این عمل موجب خشم خدایان بر آن‌ها شد، آپولون با تیرهای خود آن‌ها را کشت و زئوس نیز به‌وسیله صاعقه آن‌ها را کشت و به قعر دریا پرتاب کرد.
2. آلوادها (Aloades) ایفی‌مدیا عاشق پوزئیدون شد و عادت داشت که برای گردش به کنار دریا رفته، امواج دریا را با دست بگیرد و در سینه خود بریزد. عاقبت پوزئیدون تسلیم او شد و از این پیش‌آمد دو پسر به نام‌های اوتوس و افیالتس که به آلوادها معروف شدند و از گیگانت‌ها بودند متولد شدند. آن‌ها هر سال یک ذراع (واحد اندازه‌گیری در باستان که برابر بود با فاصله آرنج تا نوک انگشت وسط یا حدوداً ۴۴ سانتی‌متر) در عرض و یک فاتوم در ارتفاع رشد می‌کردند و وقتی که به ۹ سالگی رسیدند تقریباً چهار متر عرض و ۱۷ متر ارتفاع داشتند و بدین سبب برای نبرد با ایزدان مصمم شدند. اما زمانی که تصمیم به نبرد یا خدایان گرفتند، این جنگ باعث شکست و به هلاکت رسیدن آن‌ها شد.

## معادل‌های انگلیسی
1. ↑  Euboea
2. ↑  Hippocamps
3. ↑  Aethra
4. ↑  Amymone
5. ↑  Eumolpus
6. ↑  Busiris
7. ↑  Neptunia Pergama